# Acianthera barthelemyi
Acianthera barthelemyi é uma espécie de orquídea nativa da Guiana Francesa.